# Heðinsskorarfjall
Heðinsskorarfjall è un rilievo delle Isole Fær Øer alto 433 metri sul mare, situato sull'isola di Mykines, nel comune di Sørvágur.